# Cryphia trilinea
Cryphia trilinea là một loài bướm đêm trong họ Noctuidae.